# Кори Хигинс
Кори Хигинс (енгл. Cory Higgins; Данвил, Калифорнија, 14. јун 1989) је амерички кошаркаш. Игра на позицијама бека и крила.

## Биографија
Након наступа на универзитету Колорадо, Хигинс није одабран на НБА драфту 2011. године. Сениорску каријеру је почео наступајући у НБА развојној лиги за Ири бејхоксе, да би 25. децембра 2011. потписао НБА уговор са Шарлот бобкетсима. За Шарлот је наступио на 44 утакмице (просек 3,7 поена по мечу) пре него што је отпуштен 9. децембра 2012. године. Након што га је Шарлот отпустио поново је заиграо за Ири бејхоксе. 
Прво европско искуство је имао у екипи руског Тријумфа. Са њима је у сезони 2013/14. био најбољи стрелац ВТБ лиге. У сезони 2014/15. је наступао у Турској за Газијантеп. У јулу 2015. је потписао уговор са екипом московског ЦСКА. У екипи ЦСКА је провео наредне четири сезоне и током тог периода је освојио два пута Евролигу и четири пута ВТБ јунајтед лигу. У јулу 2019. потписао је уговор са Барселоном. Провео је у Барселони наредне четири сезоне и током тог периода је освојио по два пута шпанску АЦБ лигу и Куп.

## Успеси

### Клупски
- ЦСКА Москва:
  - Евролига (1): 2015/16, 2018/19.
  - ВТБ јунајтед лига (4): 2015/16, 2016/17, 2017/18, 2018/19.

- Барселона:
  - Првенство Шпаније (2): 2020/21, 2022/23.
  - Куп Шпаније (2): 2021, 2022.

### Појединачни
- Најкориснији играч Купа Шпаније (1): 2021.
- Најбољи стрелац ВТБ јунајтед лиге (1): 2013/14.